# Municipio de Lincoln (condado de Page)
El municipio de Lincoln (en inglés: Lincoln Township) es un municipio ubicado en el condado de Page en el estado estadounidense de Iowa. En el año 2010 tenía una población de 265 habitantes y una densidad poblacional de 3,35 personas por km².

## Geografía
El municipio de Lincoln se encuentra ubicado en las coordenadas 40°41′28″N 95°12′2″O / 40.69111, -95.20056. Según la Oficina del Censo de los Estados Unidos, el municipio tiene una superficie total de 79.1 km², de la cual 79,1 km² corresponden a tierra firme y (0 %) 0 km² es agua.

## Demografía
Según el censo de 2010, había 265 personas residiendo en el municipio de Lincoln. La densidad de población era de 3,35 hab./km². De los 265 habitantes, el municipio de Lincoln estaba compuesto por el 93,96 % blancos, el 0,38 % eran asiáticos, el 0,38 % eran de otras razas y el 5,28 % eran de una mezcla de razas. Del total de la población el 5,66 % eran hispanos o latinos de cualquier raza.